# ハスミマサオ
ハスミマサオは、関西を中心に活動するテレビ・ラジオ・舞台の構成作家。本名は蓮見正雄（読み同じ）。大阪府大阪市出身。

## 経歴
- 1991年、吉本興業に入り大阪NSCに10期生として入学する。同期はメッセンジャー、水玉れっぷう隊、桂三度、お〜い!久馬（ザ・プラン9）がいる。
- 1992年、南郷伯爵と共にお笑いコンビ、プラスチックゴーゴーを結成。

- 1994年、心斎橋筋2丁目劇場のレギュラーになる。
- 1995年、関西テレビ「爆笑BOOING」5週勝ち抜きチャンピオンが集まった大会で八代目グランドチャンピオンになる。
- 1996年、朝日放送主催ABCお笑い新人グランプリ 優秀新人賞を受賞。
- 1997年、コンビを解散し、構成作家に転身。
- 1999年、baseよしもとオープンと同時に専属作家に。
- 2003年、「base SUMMER SMILE 03OSAKA」をもって劇場リニューアルによりbaseよしもとを卒業。
- 2005年より、大阪NSCの講師を担当。

## 芸人時代の出演
- 2丁目ワチャチャTVII（テレビ大阪）
- すんげー!Best10（朝日放送）
- オールザッツ漫才（毎日放送）
- 爆笑BOOING（関西テレビ）- 8代目グランドチャンピオン

## 担当したライブ
- base SUMMER SMILE
- FUJIWARA ゲス右衛門
- サバンナバンナ&ローゼス
- 独身チュートリアル
- キングコングのバカロケット
- ティーアップ漫才攻め
- うめだ花月芝居もん（ケンドーコバヤシ、サバンナ、及川奈央）
- うめだ花月芝居もん（たむらけんじ、テンダラー、サバンナ）
- たむらけんじ 淡路島でTKF祭
- 小籔千豊 KOYABU SONIC
- プラチナ5（アイロンヘッド、ダブルアート、ツートライブ、バンビーノ、ミキ）
- みつあみ（吉田たち、見取り図、コマンダンテ）
- 尼神インターラストシンデレラ
- サバンナ高橋トークライブ～ホウレンソウの会

## 担当したテレビ番組
- 毎日放送　
  - 痛快!明石家電視台
  - オールザッツ漫才
  - 雨上がりVSFUJIWARA
  - ?マジっすか!
  - つめ無しビデオを探せ
  - 笑道
  - オーサカ夜キング ケンコBAR
  - キムミシュラン
  - 日本麒麟晴れ
  - ロケみつ
  - 吉本陸上競技会
  - よゐこ部
  - 旅は道ヅレ
  - 麒麟の部屋
  - プリプリ

- 朝日放送　
  - おもしろレンタルビデオ スピルバーガー
  - なりたぁ～い!
  - ABCお笑い新人グランプリ
  - シャンプー劇場（百万馬力枠内）
  - 9法全書（百万馬力枠内、ザ・プラン9出演）
  - 東西芸人いきなり!2人旅
  - 新春!オールよしもと初笑い
  - 陣内智則のイケメン5
  - 千原ジュニアがこの目で見たい大阪芸人!ツアー

- 関西テレビ　
  - ゲンキ王国
  - ネタベガス（雨上がり決死隊出演）
  - ぐっさんのただいま
  - 恋愛バラエティ ピンどん

- 読売テレビ　
  - 大キングコング 情熱!しゃべり隊!!
  - なるトモ!
  - 千鳥のおもしろツライ話買い取ります!

- テレビ大阪　
  - 吉本超合金　
  - 吉本超合金F
  - 吉本超合金A
  - イタダキ娘　
  - 妖怪ブッサイくん
  - リン・リン
  - べぇぇす!
  - アニメロビー
  - レッドカーダ!
  - 中川家 家電の流儀
  - 漫才スプリング

- 大阪チャンネル
  - 吉本超合金BAN（アキナ、おいでやす小田、ゆりやんレトリィバァ出演）
  - 居酒屋たこしげ（千原ジュニア出演）

## 担当したラジオ
- 毎日放送
  - それゆけ!メッセンジャー
  - こんちわコンちゃんお昼ですょ!
  - ますます!ハイヒール
  - 45ラジオ（陣内智則、ケンドーコバヤシ出演）
  - グーグーモンキーズ
  - バッファロー吾郎の大人の時刻
  - U.K.ビートフライヤー 1179

## 担当したDVD・書籍
- FUJIWARA 吉本超合金
- サバンナ
- チュートリアル
- モンスターエンジン
- アキナ単独ライブ
- アキナの名門! モウカリマッカー学園
- ロケみつ本桜・稲垣早希のブログ旅完全補完計画

## 映画
- 電撃BOPのセクシーマザーファッカーズに!!（2006年）